# Майбутній досконалий час

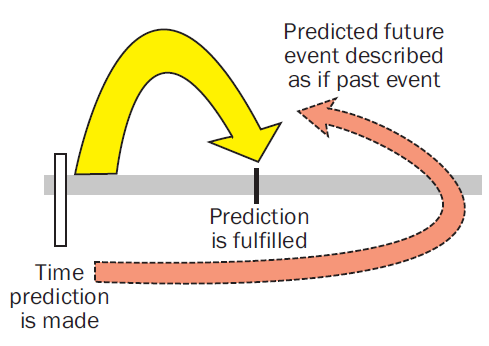

Майбутній досконалий час — це літературний прийом, що використовується в Біблії, який описує майбутні події, які настільки неминучі, що про них говорять у минулому часі, наче вони вже сталися.

## Історія
Категорія «майбутнє досконале» була запропонована середньовічними  граматистами, такими як Давид Кімхі : «Подія настільки зрозуміла, ніби вона вже відбулася»  або Ісаак бен Йедайя:
«[Равини] блаженної пам'яті прямували у своїх словах шляхами пророків, які говорять щось, що станеться у майбутньому, мовою минулого. Оскільки вони бачили в пророчому баченні те, що мало статися в майбутньому, вони говорили про це в минулому часі і твердо свідчили про те, що це сталося, щоб довести впевненість у словах Його [Бога] - нехай буде Він благословенний - і в Його позитивну обіцянку, яка ніколи не зміниться, і в Його благодійному посланні, яка не буде змінена. ». (Ісаак бен Йедайя): 
Гезеніус описує це так:
«Майбутній досконалий час служить висловлювання дій, подій чи станів, які промовець бажає уявити з погляду завершення, незалежно від цього, належать вони до певного минулого часу чи простягаються нині, чи поки що майбутнє, зображуються як і завершеному стані». (ДКК §106a) 
"[Перфект може використовуватися для вираження фактів, які, безсумнівно, є неминучими, а отже, в уяві мовця, вже здійсненими (perfectum confidentiae), напр.: Нр 17:27... Бут 30:13, 1С 6:5 ..., Пр 4:2. Навіть у питальних реченнях, Бут 18:12, Ню 17:28, 23:10, Ю 9:9, 11, Зак 4:10 (?), Пр 22:20.8 Таке використання перфекта найчастіше зустрічається в пророчій мові (perfectum propheticum). Пророк настільки переносить себе в уяві в майбутнє, що описує майбутню подію так, ніби він її вже бачив або чув, наприклад, Іс 5:13 ...; 19:7, Ів 5:20, 2 Хр 20:37. Нерідко недоконаний вид змінюється на доконаний або в паралельному члені, або далі в оповіді". (GKC §106n) 
За словами Уолтке та О'Коннора:
"Відносячись до абсолютного майбутнього часу, перфектна форма може бути постійною або випадковою. Перманентний (майбутній) перфект репрезентує єдину ситуацію, що простягається з теперішнього в майбутнє..... За допомогою випадкового перфекта мовець яскраво і драматично представляє майбутню ситуацію як завершену, так і незалежну..... Таке вживання особливо часто зустрічається в пророчих зверненнях (тому його ще називають "пророчим перфектом" або "перфектом впевненості")".
Кляйн спробувала ідентифікувати усі відомі випадки пророчої досконалості.  Нотаріус, підтримуючи Рогланда,  стверджує, що "Майбутнє досконале" - це "метафоричне використання минулого часу в ретроспективному звіті, орієнтованому на майбутнє". 

## Приклади
- "Тому народ Мій пішов у полон, бо не має знання, а знатні його голодують, і народ його висихає від спраги". - Ісая 5:13
- "Він прийшов до Аяту, і перейшов до Міґрона, а в Міхмаші поклав свої вози: Вони перейшли через перевал, вони оселилися в Ґеві, Рама налякана, Ґів'я від Саула втекла. Піднеси голос твій, дочко Галлімова, нехай почує його Лаїш, бідолашний Анатоте! Божевільна втекла, а мешканці Ґевіму збираються до втечі. Ще залишиться він у Нобі того дня, і потрясе рукою своєю гору дочки Сіону, гору Єрусалиму". - Ісая 10:28-32
- «Тому так говорить Бог Ізраїлю проти пасторів, які годують мій народ; Ви розпорошили стадо Моє й прогнали їх, і не відвідали їх; ось, Я покараю вас за зло діл ваших, каже Lord». - Єремія 23:2
- «Діва Ізраїля впала; вона вже не підніметься; вона залишена на своїй землі; нікому підняти її». - Амос 5:2